# جيفري وندغرين
جيفري وندغرين (بالإنجليزية: Jeffrey Lundgren)‏ هو قائد ديني أمريكي، ولد في 3 مايو 1950 في إنديبندنس في الولايات المتحدة، وتوفي في 24 أكتوبر 2006 في لوكاسفيل في الولايات المتحدة بسبب حقنة قاتلة.